# Ivan Dikov
Pour les articles homonymes, voir Dikov.
Ivan Mikhaïlovitch Dikov (en russe : Иван Михайлович Диков), né le 17 juillet 1833 et mort le 13 septembre 1914 à Saint-Pétersbourg, était un militaire et un homme politique russe. Il fut amiral, ministre de la Marine impériale de Russie du 11 janvier 1907 au 8 janvier 1909, membre du Conseil de l'amirauté (1898-1907) et membre du Conseil d'État (1909).

## Biographie
Issu dune famille de la noblesse russe de Kherson.

### Carrière dans la Marine impériale de Russie
Ivan Mikhaïlovitch Dikov sortit diplômé de l'École navale de Nikolaïev le 22 mai 1854. Affecté dans la flotte de la mer Noire au grade de garde-marine le 3 septembre 1855 (grade en vigueur dans la Marine impériale de Russie de 1716 à 1917).
Ivan Dikov servit à bord du Douze Apôtres du 9 septembre au 6 octobre 1854. Il prit part à la défense de Sébastopol (1854-1855). En récompense de son courage et de sa bravoure, il lui fut décerné l'Ordre de Saint-Georges (4e classe). En 1856, il servit à bord du Oplit, sur le Prout (1856-1858), sur la goélette Abin et Pseouzane (1859), en 1860 sur le Saouk-Sou, le steamer Tourok (1861) et la corvette Kratchet (1861-1864). De 1861 à 1864, il prit part à diverses opérations militaires dans l'ouest du Caucase, à cette occasion, le 21 octobre 1866, il reçut une médaille d'argent et fut décoré de la Croix du service au Caucase. À bord du bâtiment de guerre Kazbek, il ouvrit la voie pour la pose des câbles téléphoniques en mer Noire. Par la suite, il exerça divers commandements dans le port de Nikolaïev (1865-1866). De nouveau il exerça le commandement à bord du steamer Prout(1870). Le 1er janvier 1869, il fut décoré de l'Ordre de Saint-Stanislas (2e classe). En 1871, il fut nommé directeur adjoint des ports de la mer Noire et de la mer d'Azov. Le 1er janvier 1871, il fut promu capitaine-lieutenant. Le 8 avril 1873, il reçut l'Ordre de Saint-Stanislas (2e classe avec la couronne impériale). En 1877, il dirigea la défense côtière de la mer Noire. Le 27 février 1877 l'Ordre de Sainte-Anne (2e classe) lui fut décerné.
Au cours de la guerre russo-turque de 1877-1878, Dikov exerça le commandement de la flottille du Danube. Le 8 août 1877, commandant les bâtiments de guerre Opout et Voron, il dirigea la pose de mines au large de la ville de Sulina. Pour la première fois dans l'histoire mondiale de la Marine fut appliquée le barrage par mines marines. Il participa aux bombardements de Sulina et au naufrage de la canonnière turque la Serna. Le 30 novembre 1877 il fut promu capitaine 2e classe. Le 30 novembre 1877, son action au cours du bombardement de Sulina, le mouillage des mines et la destruction de la canonnière turque Serna lui valurent l'Ordre de Saint-Georges (4e classe). Au terme du conflit opposant la Russie à l'Empire ottoman, des fonctions de très hautes importances lui furent confiées : la surveillance du mouillage des mines dans les ports de la mer Noire, la supervision de l'entretien des phares, de l'éclairage dans les ports, il reçut le commandement d'une escadre de formation de mouillage de mines en mer Noire (16 janvier 1881 à 1885). Du 24 février au 4 mars 1878, il servit à bord du yacht impérial Livadia. Le 22 mai 1879, il fut décoré de l'Ordre de l'Aigle Rouge. Le 1er janvier 1882, Ivan Dikov fut promu capitaine 1re classe et le 22 septembre 1883 il reçut l'Ordre de Saint-Vladimir (4e classe avec ruban). Placé sous le commandement de l'amiral Kaznakov, de 1885 à 1886, commandant à bord de la frégate Dmitry Donskoï, il navigua dans les eaux grecques. Le 1er janvier 1886, il fut décoré de l'Ordre de Saint-Vladimir (3e classe). Le 1er janvier 1888, élevé au grade de kontr-admiral, il fut envoyé en Angleterre afin de superviser la construction d'un sous-marin. De retour en Russie, il occupa les fonctions d'inspecteur du mouillage des mines en mer Noire et dans ses ports. Le 1er janvier 1881, il lui fut remis l'Ordre de Saint-Stanislas (1re classe). Le 1er janvier 1894, il fut élevé au grade de vice-amiral, il occupa les fonctions de commandant en chef de la flotte de la mer Noire et gouverneur militaire Nikolaïev (1896). De 1897 à 1900, il occupa le poste de Président du Comité Technique de la Marine, il travailla sur la construction de nouveaux bâtiments de guerre. Le 1er avril 1904, l'Ordre de l'Aigle blanc lui fut décerné. De 1898 à 1907, il fut admis à siéger au Conseil de l'Amirauté. Le 23 mars 1904, Dikov reçut l'Ordre de Saint-Alexandre Nevski. De 1906 à 1907, il siégea en qualité de membre permanent au Conseil de la Défense. Le 11 janvier 1907, il fut nommé ministre de la Marine, il resta à ce poste jusqu'au 8 janvier 1909. Il fut admis à siéger au Conseil d'État en 1909.

## Décès et inhumation
Ivan Mikhaïlovitch Dikov décéda en 1914 à Petrograd, il fut inhumé en la cathédrale Saint-Vladimir à Sébastopol.

## Distinctions
- 1855 : Ordre de Saint-Georges (4e classe) ;
- 21 octobre 1866 : Médaille d'argent et Croix du service au Caucase ;
- 1er janvier 1869 : Ordre de Saint-Stanislas (2e classe) ;
- 8 avril 1873 : Ordre de Saint-Stanislas (2e classe avec la couronne impériale) ;
- 27 février 1877 : Ordre de Sainte-Anne (2e classe) ;
- 30 novembre 1877 : Ordre de Saint-Georges (4e classe) ;
- 22 mai 1879 : Ordre de l'Aigle Rouge (Prusse) ;
- 22 septembre 1883 : Ordre de Saint-Vladimir 4e classe - avec ruban ;
- 1er janvier 1886 : Ordre de Saint-Vladimir (3e classe) ;
- 1er janvier 1881 : Ordre de Saint-Stanislas (1re classe) ;
- 1er avril 1904 : Ordre de l'Aigle blanc ;
- 23 mars 1904 : Ordre de Saint-Alexandre Nevski (avec diamants).

## Sources
- Dikov Ivan Mikhaïlovitch

- (ru) Cet article est partiellement ou en totalité issu de l’article de Wikipédia en russe intitulé « Диков, Иван Михайлович » (voir la liste des auteurs).